# L'Annonciation de Cortone
Pour les articles homonymes, voir Annonciation (homonymie).

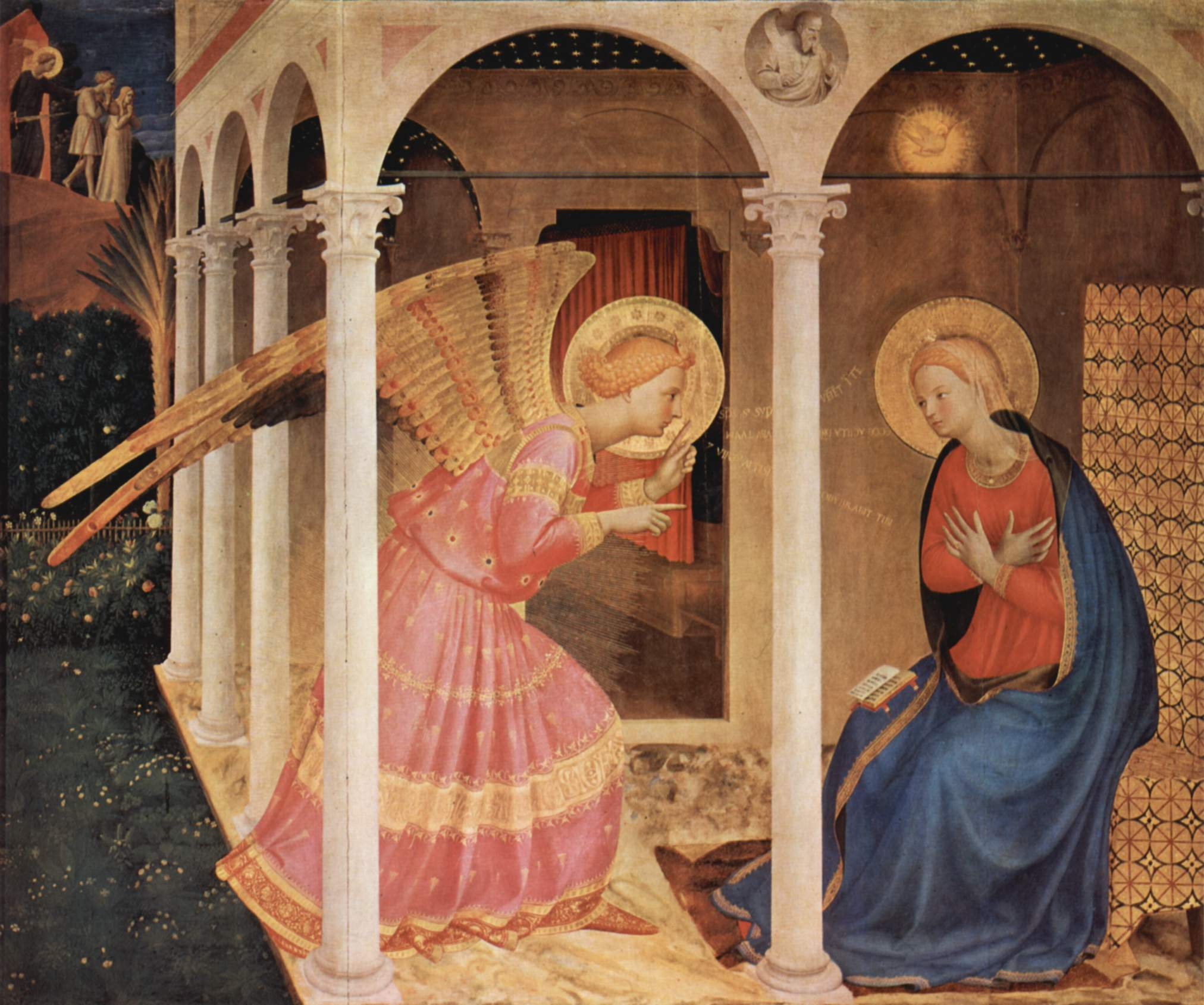
L'Annonciation, sans la prédelle et les bases des pilastres.

L'Annonciation de Cortone est une œuvre de Fra Angelico, conservée au Musée diocésain de Cortone.

## Histoire
L'Annonciation de Cortone a été peinte par Fra Angelico en 1433-1434, et réalisée à tempera sur panneau de 175 cm × 180 cm. 
Il s'agit de l'une des trois Annonciations de Fra Angelico sur bois : les deux autres sont celle du musée du Prado à Madrid et celle de San Giovanni Valdarno. Deux autres, mais peintes à fresque, figurent au couvent San Marco de Florence, une en haut de l'escalier d'accès et une autre dans la troisième cellule.
Il existe également des scènes du thème combinée à une Adoration des mages au musée San Marco, et sur un diptyque à la Galerie nationale de l'Ombrie de Pérouse.
Destinée aux fidèles et non seulement aux dominicains du couvent florentin de San Marco, l'image fait appel à tous les prestiges et à la symbolique des couleurs et de l'or-lumièree divine.

## Thème
Scène typique de l'iconographie chrétienne, L'Annonciation faite à Marie par l'archange Gabriel est décrite dans les Évangiles et d'une façon très détaillée dans La Légende dorée de Jacques de Voragine, l'ouvrage de référence des peintres de la Renaissance, qui permet de la représenter dans toute sa symbolique (jardin clos, colonne, présence du Saint-Esprit, évocation d'Adam et Ève chassés du Paradis).

## Description et interprétation
L'Annonciation est le panneau principal du polyptyque.

### Le panneau principal
La scène de gauche, évoquant le péché originel, est conforme aux principes de l'iconographie de la peinture chrétienne : le couple d'Adam et Ève chassés du Paradis est situé hors du jardin clos de Marie (vierge comme elle), placé loin sur une colline, au-delà d'une clôture.
Contrairement aux autres Annonciations de Fra Angelico, le point de fuite de la perspective mono focale centrée est situé dans la gauche du tableau : la perspective mène ainsi le regard vers une zone où, dans la « profondeur », sont représentés Adam et Ève chassés du paradis. Toutefois cette construction est troublée de plusieurs manières :

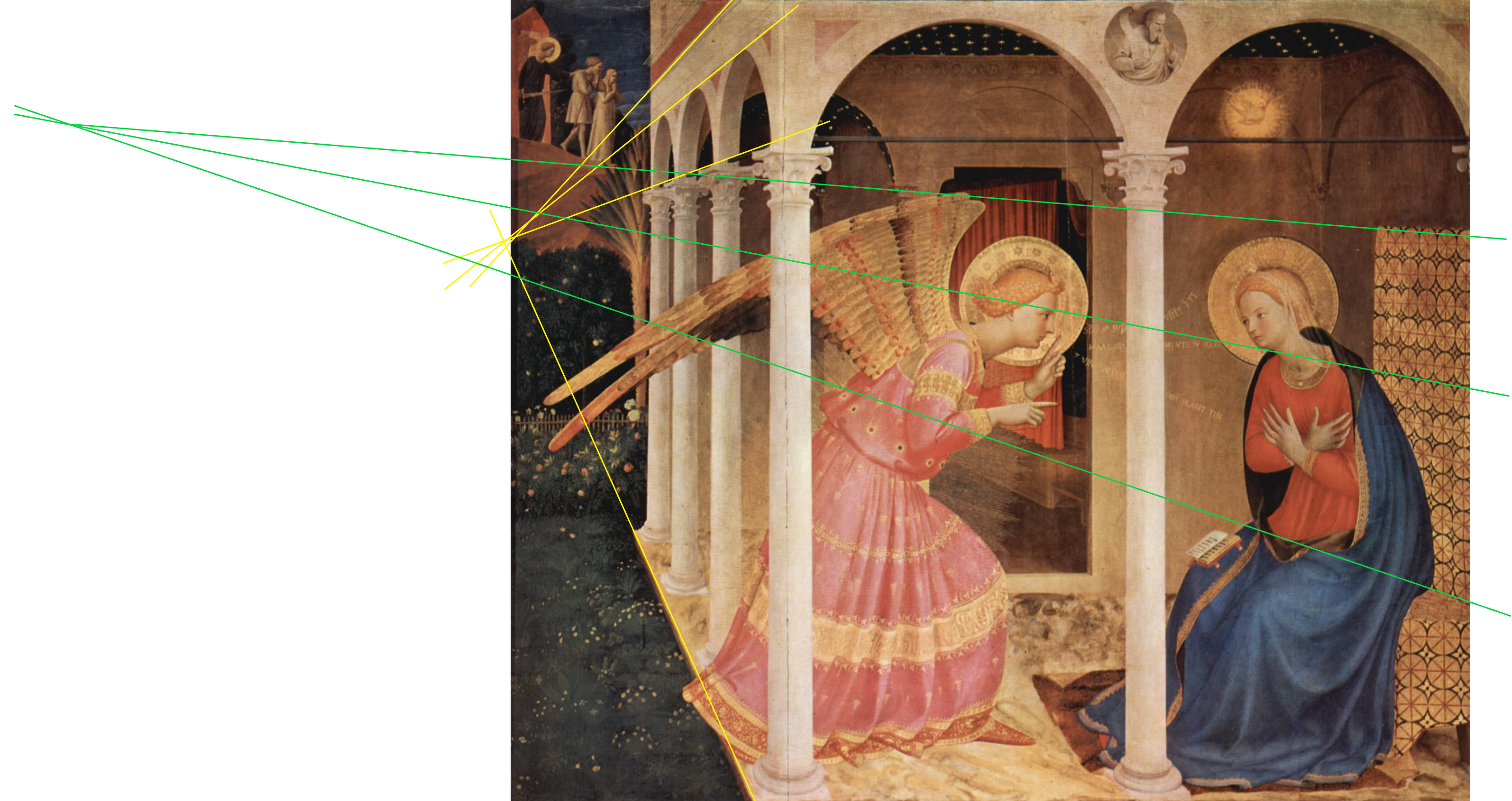
Les lignes de fuite du bâtiment (en jaune) et du fauteuil de Marie (en vert)

- le point de fuite associé au fauteuil de Marie se trouve à un endroit différent du point de fuite principal, plus haut et nettement plus à gauche ;
- alors que la pièce où se trouve Marie semble à première vue compter deux arcades en largeur, un examen précis montre qu'elle en possède en réalité trois, celle de droite se trouvant en dehors du tableau ;
- la chambre qui apparaît au fond a une profondeur qui, si l'on reconstruit son plan, va bien au-delà des limites de l'édifice telles qu'elles semblent pouvoir être déduites de la façade gauche visible derrière l'ange. Daniel Arasse voit dans cette construction une image du « mystère » du corps de Marie qui contient Dieu, lui-même contenant du monde.

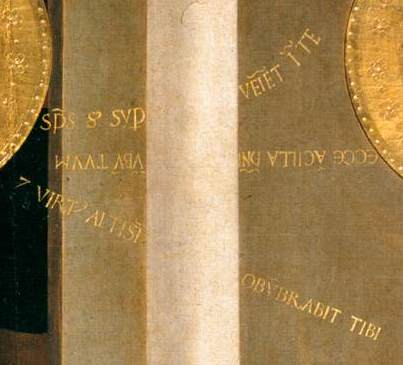
Les paroles de l'ange Gabriel à Marie :
Spiritus Sanctus superveniet in te
et virtus altissimi obumbrabit tibi
« L’Esprit Saint surviendra en vous
et la puissance du Très Haut vous couvrira de son ombre »

L'ange et Marie s'échangent des paroles qui figurent souvent dans les représentations de l'Annonciation :
- « Spiritus Sanctus superveniet in te et virtus Altissimi obumbrabit tibi » (Le Saint-Esprit viendra sur toi, et la puissance du Très-Haut te couvrira de son ombre[5]) sur deux lignes, en haut et en bas ;
- « Ecce ancilla Domini: [fiat mihi secundum] verbum tuum » (Je suis la servante du Seigneur ; [qu’il me soit fait selon] ta parole). Cette phrase, qui part de la bouche de Marie, est inversée verticalement et écrite de droite à gauche. Les mots « fiat mihi secundum » (qu'il me soit fait selon) sont absents. On pourrait penser que ces mots sont simplement masqués par la colonne, mais Daniel Arasse fait observer que, dans les propos de l'ange, les phrases s'interrompent à gauche de la colonne et se poursuivent à droite, sans perte de texte ; il en conclut que la signification des mots « fiat mihi secundum » est exprimée par la colonne elle-même, symbole du Christ et visualisation de l'Incarnation[4].

La relation logique entre l'Annonciation, début du rachat, et la Chute, conséquence du péché, est courante, mais cette œuvre est innovante par la manière dont cette relation logique s'organise visuellement : du premier plan vers l'arrière-plan, c'est la remontée vers la cause, mais le mouvement d'Adam et d'Ève, de la gauche vers la droite, mène de la cause à la conséquence : dans ce va-et-vient, s'inscrit l'infini de la bonté de Dieu ; par la proportion logique des tailles, par l'idée d'un arrière-plan, et d'un premier plan intimement liés dans la succession d'un parcours, la perspective permet de visualiser la succession des évènements.
Pour Daniel Arasse, Adam et Ève « viennent vers » l'espace de l'Annonciation, une cohérence narrative et signifiante se crée, renforcée par la perspective dont l'emploi est tout entier soumis à la mise en évidence du sens : le point de fuite, sur le rebord gauche, est situé à l'exacte limite de la végétation, isolant la fertilité chrétienne, sous la « ligne d'horizon », de la stérilité antérieure ; les trois arcatures mènent sans cesse, selon un mouvement de va-et-vient, de la Chute à la Rédemption. Le rebord supérieur du trône d'or de la Vierge échappe à la cohérence linéaire de l'ensemble : l'or rappelle Dieu, tout comme la réponse de Marie qui, écrite à l'envers et de droite à gauche, ne peut être lue que « du point de vue de Dieu », figuré dans le rondo sculpté.

### La prédelle
À la base des piliers de gauche et de droite, sont représentées d'une part la Naissance de la Vierge ou, selon d'autres interprétations, de saint Dominique, d'autre part une apparition de la Vierge indiquant à saint Dominique l'habit que son ordre devra porter.
La prédelle comprend des représentations de scènes de la Vie de la Vierge identiques à l'Annonciation de San Giovanni Valdarno :
- Mariage de la Vierge,
- Visitation,
- Adoration des mages,
- Présentation au temple,
- Dormition.

Ils sont attribués également à Zanobi Strozzi, un assistant de Fra Angelico.

Les bases des pilastres et la prédelle
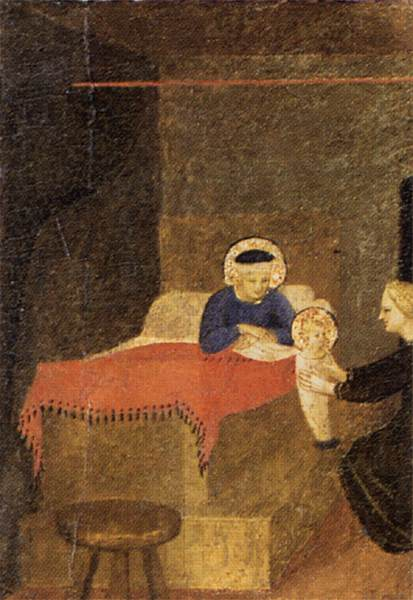
Naissance de la Vierge ou de saint Dominique
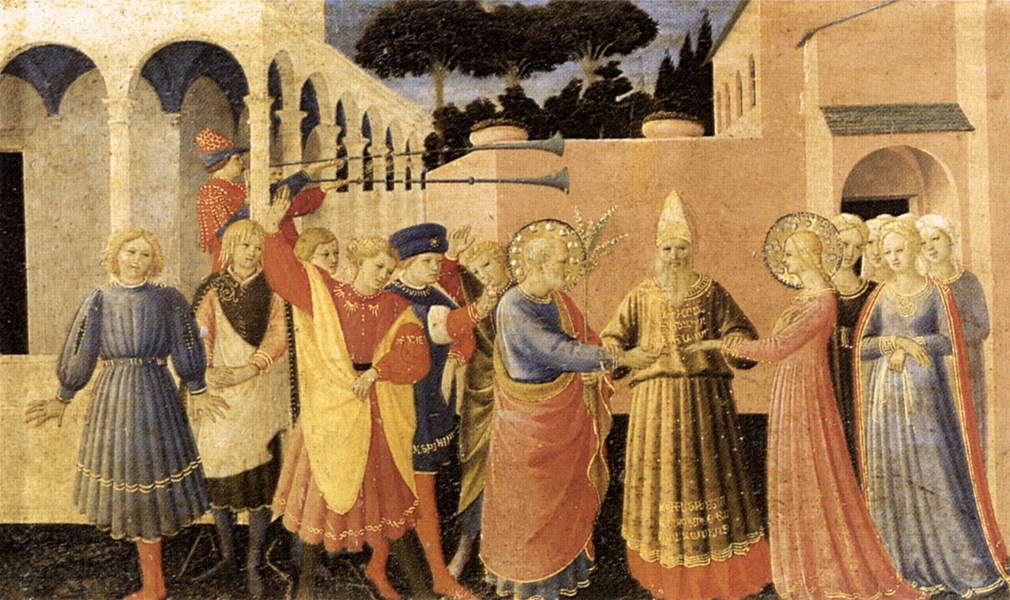
Mariage de la Vierge
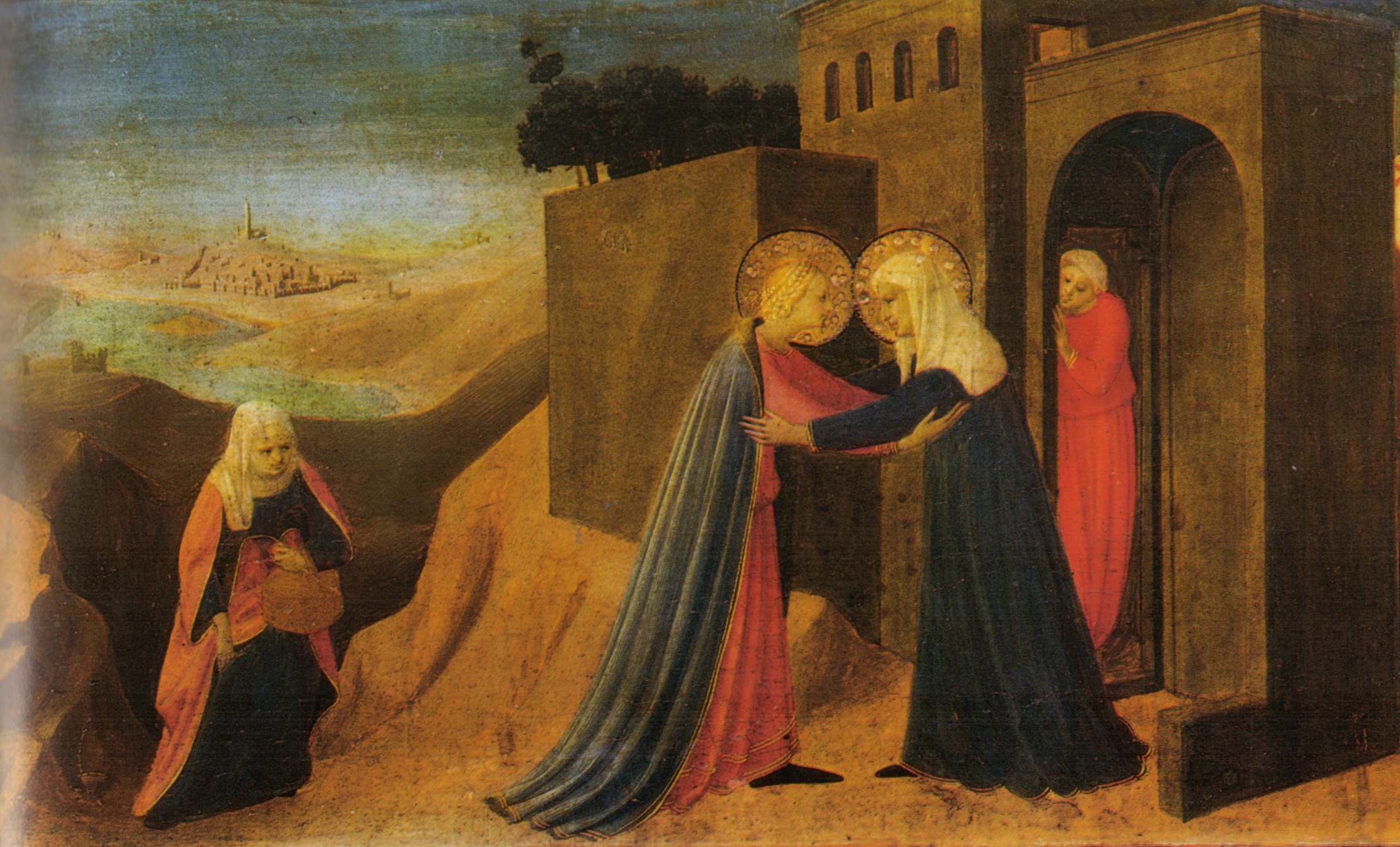
Visitation
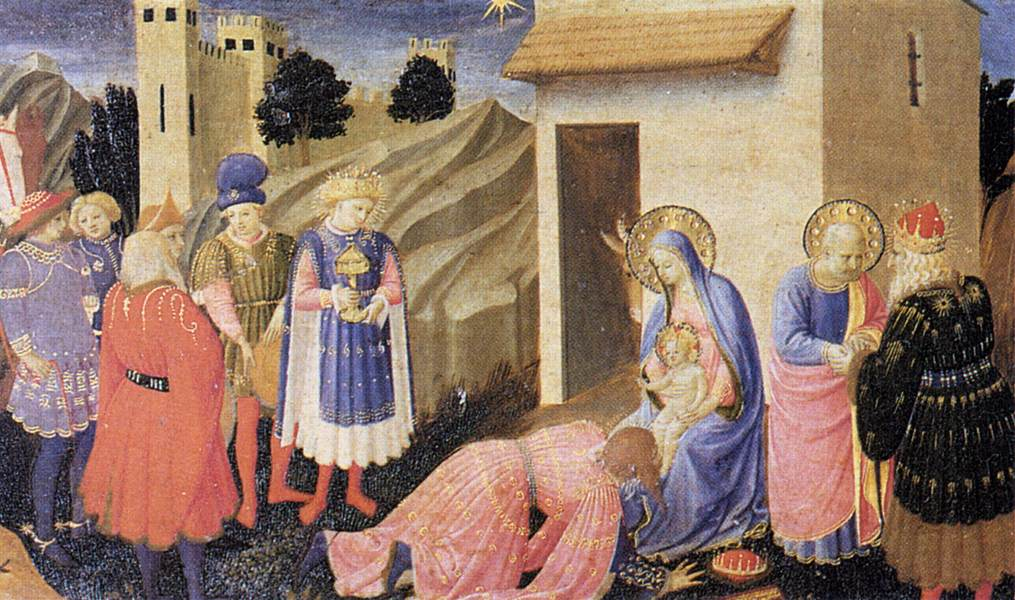
Adoration des Mages
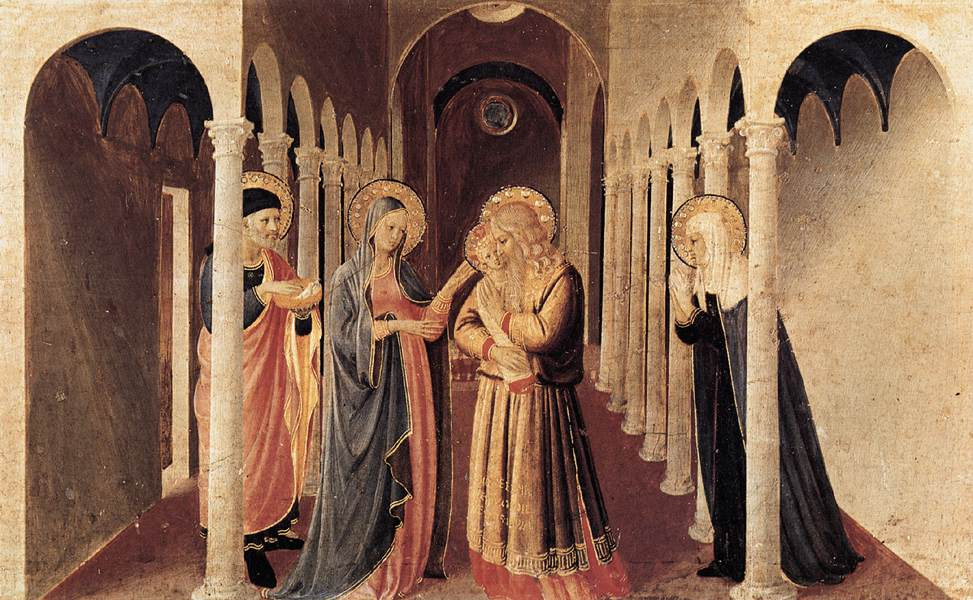
Présentation au Temple
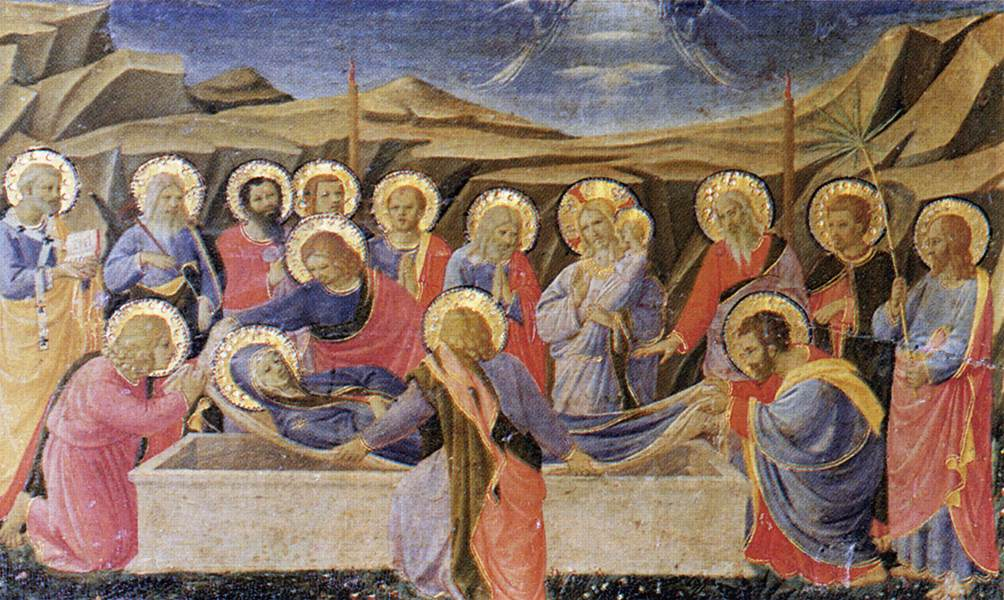
Dormition
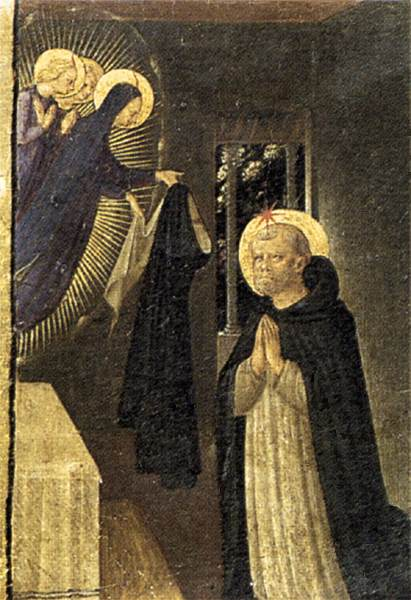
Vision de saint Dominique

## Postérité
L'œuvree fait partie du musée imaginaire de l'historien français Paul Veyne, qui le décrit dans son ouvrage justement intitulé Mon musée imaginaire.